# Rainer Koch (Historiker)
Rainer Koch (* 8. Dezember 1944 in Leipzig) ist ein deutscher Historiker und früherer Museumsleiter.

## Leben
Koch absolvierte sein Abitur 1964 in Frankfurt am Main. Danach leistete er Wehrdienst und erreichte den Dienstgrad eines Leutnants der Reserve. Von 1966 bis 1971 studierte er Rechtswissenschaften, Geschichte, Politikwissenschaften und Philosophie an der Universität Gießen. Nach dem Staatsexamen wurde er wissenschaftlicher Assistent von Lothar Gall am Friedrich-Meinecke-Institut der Freien Universität Berlin. 1974 wurde er zum Dr. phil. promoviert. Für seine Dissertation über Julius Fröbel wurde ihm 1975 der Wolf-Erich-Kellner-Preis verliehen. Der Promotion folgte seine Assistenz am Historischen Seminar der Universität Frankfurt. Außerdem war er Redaktionsassistent der Historischen Zeitschrift. 1982 habilitierte er sich in Mittlerer und Neuerer Geschichte.
1983 wurde Koch Direktor des Historischen Museums Frankfurt und blieb es bis 2005. 1989 ernannte man ihn zum leitenden Museumsdirektor. 1994 wurde er außerplanmäßiger Professor für Geschichte am Fachbereich Geschichtswissenschaften der Universität Frankfurt. Sein Forschungsschwerpunkt ist die deutsche Verfassungs- und Sozialgeschichte.
Koch ist Mitglied der Frankfurter Historischen Kommission, der Historischen Kommission für Nassau, der Historisch-Archäologischen Gesellschaft Frankfurt am Main (Vorstand) und der Korn-Gerstemann-Stiftung (Vorstand). Er war Mitglied im Kuratorium der Wolf-Erich-Kellner-Gedächtnisstiftung.
Koch ist verheiratet und Vater von zwei Kindern.

## Schriften (Auswahl)
- Demokratie und Staat bei Julius Fröbel, 1805–1893. Liberales Denken zwischen Naturrecht und Sozialdarwinismus (= Veröffentlichungen des Instituts für Europäische Geschichte Mainz. Band 84). Steiner, Wiesbaden 1978, ISBN 3-515-02694-0 (zugleich: Freie Universität Berlin, phil. Diss., 1974).
- Grundlagen bürgerlicher Herrschaft. Verfassungs- und sozialgeschichtliche Studien zur bürgerlichen Gesellschaft in Frankfurt am Main (1612–1866) (= Frankfurter historische Abhandlungen. Band 27). Steiner, Wiesbaden 1983, ISBN 3-515-03858-2 (zugleich: Universität Frankfurt, Habil.-Schrift, 1982).
- Deutsche Geschichte 1815–1848. Restauration oder Vormärz? Kohlhammer, Stuttgart u. a. 1985, ISBN 3-17-008132-2.
- (Hrsg.): Die Frankfurter Nationalversammlung 1848/49. Ein Handlexikon der Abgeordneten der Deutschen Verfassungsgebenden Reichs-Versammlung. Kunz, Kelkheim 1989, ISBN 3-923420-10-2.